# Juan Domingo Roldán
Juan Domingo Roldán (Freyre, Córdoba; 6 de marzo de 1957-San Francisco, Córdoba; 18 de noviembre de 2020) fue un boxeador argentino conocido por su apodo "Martillo", que le fuera puesto por el periodista sanfrancisqueño Gregorio Martínez debido a la destacada fuerza de sus golpes, en especial de su derecha.

## Biografía
Nació en Freyre, Provincia de Córdoba, hijo de un tambero. Al igual que su hermano Víctor, que también llegó a ser boxeador (recibiendo el apodo "Tenaza"), adquirió una gran fascinación por el boxeo desde las peleas de Nicolino Locche y Ringo Bonavena que escuchaban por radio. El dueño del campo en el que trabajaba su padre, montó una especie de gimnasio subterráneo con bolsas de arena, donde entrenaba y armaba pelea entre los dos hermanos Roldán. Desde el comienzo mostró gran coraje y una fuerte pegada hasta el punto de animarse a aceptar (a los 16 años) el desafío para sostener una pelea contra un oso de circo de 270 kg que pasaba por su localidad natal y que consistía en aguantar 2 asaltos contra el animal sin ser derribado. Desde entonces circuló en la zona el mito de que "Martillo" Roldán había noqueado al oso, y esa historia lo acompañó incluso en sus presentaciones en Estados Unidos. La historia real, como la contó el mismo Roldán, años después, no tuvo que ver con su fuerza sino con su estrategia: Roldán habría esperado el momento en que el oso abría las patas delanteras para abrazarlo, y en ese momento le habría sujetado fuertemente los testículos, apretándoselos cada vez que el animal intentaba pasarle las patas por debajo de los brazos. De este modo, el oso terminó amansándose y en ningún momento lo derribó.
Comenzó a dedicarse al box en forma sistemática en 1971. Fue cuando con su hermano concurrieron a un festival boxístico en la cercana localidad de Coronel Fraga, Provincia de Santa Fe. Les dieron la oportunidad de boxear entre ellos, y pese a que no estaban entrenados, los jurados les dieron un empate, y el entrenador Gregorio Yost lo invitó a entrenar en su gimnasio.
Debutó como amateur en 1973 con Roberto Mainero, en Ramona, Provincia de Santa Fe. Desde entonces hizo más de 100 peleas amateur. Desde los 17 años y por cuatro más, se radicó en la ciudad de Santa Fe, atendido por el equipo de Amilcar Oreste Brusa, llegando a ser Campeón Argentino, Medalla de Plata en el Campeonato Sudamericano de Venezuela en 1977 y Guantes de Oro en Estados Unidos. Luego de su retiro fue reconocido con un Premio Konex a su trayectoria deportiva.

## Carrera profesional
Roldán hizo su debut profesional el 8 de diciembre de 1978 en San Francisco, Córdoba, contra el uruguayo Jorge Servin ganando por nocaut en la primera ronda. Esa noche comenzó a moldearse su fama de boxeador temperamental y sanguíneo, con un estilo no vistoso ni técnico pero sí efectivo. Sus primeras cuatro victorias llegaron por nocaut en la primera ronda.
El 11 de mayo de 1979 tuvo lugar la primera pelea en la que Roldán ganó por puntos ante Hugo Obregón a diez asaltos. El 21 de septiembre de 1979, Juan Carlos Borgado se convirtió en el primer boxeador en derrotar a Roldán, venciendo por puntos en diez asaltos.
De sus siguientes dieciocho combates, ganó diecisiete y empató  uno. Luego, cuando Amilcar Brusa entró en conflicto con la empresa Luna Park, algunos boxeadores se fueron del equipo y Roldán fue uno de ellos. Comenzó a ser entrenado por Adolfo Robledo. Se convirtió en figura del Luna Park. Las altas recaudaciones testimoniaban su carisma y llegada al público. En ese momento, el empresario que regenteaba el Luna Park, Juan Carlos "Tito" Lectoure, asumió la conducción de su carrera.
Con el aporte de Lectoure, Roldán desafió a Jacinto Fernández el 13 de marzo de 1981, por el título de peso medio argentino. En ese combate ganó el título nacional con una decisión de doce asaltos sobre Fernández. 
En su siguiente pelea, venció a José María Flores Burlón, un boxeador que más tarde desafiaría a Carlos De León por el título mundial de peso crucero. Roldán ganó seis peleas más y empató una antes de desafiar al hermano de José María, Carlos Flores Burlón, por el título sudamericano de peso medio el 12 de febrero de 1982, venciendo por nocaut en el segundo asalto.
Antes de que terminara 1982 vería más acción, reteniendo su título de peso medio argentino con un nocaut en el primer asalto ante Marcos Pérez, pero perdiendo por descalificación contra el correntino Ricardo Arce. En el tercer round, Roldán había conectado un golpe impactante sobre su rival que quedó inconsciente en el acto, pero los jueces interpretaron que el golpe de Roldán había partido después de que el árbitro diera la orden de separarse en un clinch, por lo que lo sancionaron con la descalificación y dieron como ganador a Arce.
En una revancha inmediata, Roldán puso su título argentino en la línea y esta vez obtuvo otro nocaut en sólo dos asaltos. Después de cinco victorias consecutivas más, luchó contra Juan Carlos Peralta, y la pelea resultó en combate no válido después de tres asaltos de pelea.
El 27 de mayo de 1983, Roldán hizo su debut internacional con una decisión de diez asaltos sobre Teddy Mann en Rhode Island, Estados Unidos. Después de defender con éxito su título argentino dos veces más, se enfrentó, el 10 de noviembre de 1983, con uno de los mejores pesos medianos de la época, Frank 'The Animal' Fletcher, en la cartelera de alto perfil en Las Vegas, Nevada, Estados Unidos, protagonizada por un combate entre Marvin Hagler y Roberto Durán.(el panameño apodado "Manos de Piedra"}. Roldán derribó a Fletcher dos veces en su camino a una victoria por nocaut en el sexto asalto.
Después de esta victoria, Roldán fue clasificado número uno por las principales organizaciones de boxeo, y muchos fanáticos comenzaron a especular sobre lo que sucedería si él y Hagler se enfrentaran. Los contratos para la pelea fueron firmados, y la pelea finalmente se celebró el 30 de marzo de 1984. 
Roldán en esta pelea tuvo el momento que probablemente define mejor su carrera. Segundos en la primera ronda, mientras Hagler se inclinaba para esquivar un golpe de Roldán, este lo golpeó en la parte posterior de la cabeza y Hagler se fue al piso. El árbitro Tony Pérez declaró oficialmente que era una caída, lo que convirtió a Roldán en el primer hombre en derribar a Hagler. Esta fue una caída polémica, sin embargo muchos fanáticos, revistas, otros boxeadores y sitios web han afirmado incansablemente que la caída fue en realidad un resbalón y no debería haberse computado como caída. Desde ese momento, Hagler se levantó y procedió a golpear a Roldán, hasta vencerlo por nocaut técnico en el inicio del décimo asalto, cuando Roldán decidió no seguir peleando después de caer por segunda vez ante los golpes del Americano. Las filmaciones dan cuenta del enojo de Lectoure quien, esa misma noche en un ataque de furia, se fracturó una mano al darle un puñetazo a la pared en el vestuario. "Martillo" Roldán anunció su retiro del boxeo en octubre de ese año. Sigue siendo el único que oficialmente derribó a Hagler.
En 1986 reconsideró su decisión e hizo una reaparición. Ganó doce combates consecutivos, incluido uno sobre James Kinchen, antes de desafiar nuevamente por un título mundial. El 29 de octubre de 1987, en Las Vegas, Thomas Hearns se convirtió en el primer boxeador en ganar títulos mundiales en cuatro divisiones diferentes cuando venció a Roldán en cuatro asaltos por nocaut, pero no antes de que Hearns estuviera en malas condiciones en la tercera ronda.
El 16 de septiembre de 1988, Roldán venció al ex campeón mundial de peso medio Hugo Corro por un nocaut en la primera vuelta en Mar del Plata, asegurándose una tercera oportunidad por el título mundial contra Michael Nunn, el 4 de noviembre de ese año. Roldán perdió lo que resultó ser su última pelea por un nocaut en la octava ronda. Fue un nocaut muy polémico, originado en un golpe que no lució muy fuerte, siendo la razón por la que mucha gente sospechó que Roldán había simulado estar noqueado para evitar continuar con la pelea.
Roldán se retiró con un récord de 67 victorias, 5 derrotas, 2 empates y 1 combate no válido, y 47 de sus victorias fueron por nocaut.

## Registro Profesional
| 67 Victorias (47 KO, 20 Pt. ), 5 Derrotas (4 KO, 1 Pt.), 2 Empates, 1 sin decisión [1] |        |                                  |      |             |            |                                             |                                                                                             |
| Res.                                                                                   | Record | Rival                            | Tipo | Rd., Tiempo | Día        | Lugar                                       | Notas                                                                                       |
| Derrota                                                                                | 67-2-5 | Michael Nunn                     | KO   | 8           | 04/11/1988 | Las Vegas, Nevada, United States            | IBF World Middleweight Title. Roldan noqueado a las 2:28 del octavo asalto.                 |
| Victoria                                                                               | 67-2-4 | Hugo Pastor Corro                | KO   | 1           | 16/09/1988 | Buenos Aires, Argentina                     |                                                                                             |
| Victoria                                                                               | 66-2-4 | Miguel Ángel Maldonado           | KO   | 6           | 19/08/1988 | San Miguel de Tucumán, Argentina            |                                                                                             |
| Derrota                                                                                | 65-2-4 | Thomas Hearns                    | KO   | 4           | 29/10/1987 | Las Vegas, Nevada, United States            | WBC World Middleweight Title. Roldan noqueado a las 2:01 del cuarto asalto.                 |
| Victoria                                                                               | 65-2-3 | Clarismundo Aparecido Silva      | KO   | 2           | 15/05/1987 | Comodoro Rivadavia, Argentina               |                                                                                             |
| Victoria                                                                               | 64-2-3 | James "The Heat" Kinchen         | TKO  | 9           | 06/04/1987 | Las Vegas, Nevada, United States            | Réferi detuvo la pelea a las 1:06 del noveno asalto.                                        |
| Victoria                                                                               | 63-2-3 | Tomás Polo Ruiz                  | KO   | 4           | 06/02/1987 | Rosario, Santa Fe, Argentina                |                                                                                             |
| Victoria                                                                               | 62-2-3 | Carlos María del Valle Herrera   | KO   | 2           | 13/12/1986 | Buenos Aires, Argentina                     |                                                                                             |
| Victoria                                                                               | 61-2-3 | JB Williamson                    | PTS  | 10          | 18/10/1986 | Buenos Aires, Argentina                     |                                                                                             |
| Victoria                                                                               | 60-2-3 | Juan Carlos Giménez              | PTS  | 10          | 13/09/1986 | Buenos Aires, Argentina                     |                                                                                             |
| Victoria                                                                               | 59-2-3 | Miguel Ángel Maldonado           | KO   | 2           | 29/08/1986 | Rosario, Santa Fe, Argentina                |                                                                                             |
| Victoria                                                                               | 58-2-3 | Darryl Penn                      | KO   | 3           | 01/08/1986 | San Francisco, Córdoba, Argentina           |                                                                                             |
| Victoria                                                                               | 57-2-3 | Eduardo Domingo Contreras        | PTS  | 10          | 19/06/1986 | Córdoba, Argentina                          |                                                                                             |
| Victoria                                                                               | 56-2-3 | Jorge Juan Salgado               | PTS  | 10          | 10/05/1986 | Buenos Aires, Argentina                     |                                                                                             |
| Victoria                                                                               | 55-2-3 | Angel Antonio Caro               | KO   | 6           | 29/03/1986 | Villa Angela, Argentina                     |                                                                                             |
| Victoria                                                                               | 54-2-3 | Juan Carlos "The King" Fernández | KO   | 2           | 14/02/1986 | Ceres, Santa Fe, Argentina                  |                                                                                             |
| Victoria                                                                               | 53-2-3 | Andre Mongelema                  | PTS  | 8           | 14/07/1984 | Monte Carlo, Mónaco                         |                                                                                             |
| Derrota                                                                                | 52-2-3 | Marvin Nathaniel Hagler          | TKO  | 10          | 30/03/1984 | Las Vegas, Nevada, United States            | IBF/WBC/WBA World Middleweight Titles. Réferi detuvo la pelea a las 0:39 del décimo asalto. |
| Victoria                                                                               | 52-2-2 | Frank "The Animal" Fletcher      | KO   | 6           | 10/11/1983 | Las Vegas, Nevada, United States            | Fletcher noqueado a las 2:58 del sexto asalto.                                              |
| Victoria                                                                               | 51-2-2 | Eduardo Domingo Contreras        | PTS  | 10          | 16/09/1983 | San Francisco, Córdoba, Argentina           |                                                                                             |
| Victoria                                                                               | 50-2-2 | Roberto Justino Ruiz             | KO   | 8           | 06/08/1983 | Buenos Aires, Argentina                     | FAB Argentina Middleweight Title.                                                           |
| Victoria                                                                               | 49-2-2 | Teddy Mann                       | UD   | 10          | 27/05/1983 | Providence, Rhode Island, United States     |                                                                                             |
| Victoria                                                                               | 48-2-2 | Wilbur Henderson                 | KO   | 7           | 11/02/1983 | Worcester, Massachusetts, Argentina         |                                                                                             |
| Sin Decisión                                                                           | 47-2-2 | Juan Carlos Peralta              | NC   | 3           | 14/01/1983 | Trébol, Santa Fe, Argentina                 |                                                                                             |
| Victoria                                                                               | 47-2-2 | Jose Alberto Vega                | KO   | 2           | 10/12/1982 | Córdoba, Argentina                          |                                                                                             |
| Victoria                                                                               | 46-2-2 | Reggie Ford                      | KO   | 1           | 30/10/1982 | Sanremo, Italy                              | Ford knocked out at 1:48 of the first round.                                                |
| Victoria                                                                               | 45-2-2 | Juan Carlos Peralta              | PTS  | 10          | 08/10/1982 | San Francisco, Córdoba, Argentina           |                                                                                             |
| Victoria                                                                               | 44-2-2 | Jacinto Horacio Fernández        | KO   | 2           | 11/09/1982 | Buenos Aires, Argentina                     | FAB Argentina Middleweight Title.                                                           |
| Victoria                                                                               | 43-2-2 | Obdulio Rogelio Zarza            | RTD  | 6           | 13/08/1982 | Corrientes, Argentina                       |                                                                                             |
| Victoria                                                                               | 42-2-2 | Ricardo Arce                     | KO   | 2           | 10/07/1982 | Buenos Aires, Argentina                     | FAB Argentina Middleweight Title.                                                           |
| Derrota                                                                                | 41-2-2 | Ricardo Arce                     | DQ   | 3           | 08/05/1982 | Buenos Aires, Argentina                     |                                                                                             |
| Victoria                                                                               | 41-2-1 | Marcos Pérez                     | KO   | 1           | 16/04/1982 | Corrientes, Argentina                       | FAB Argentina Middleweight Title.                                                           |
| Victoria                                                                               | 40-2-1 | "Sugar" Ray Phillips             | KO   | 1           | 06/03/1982 | Buenos Aires, Argentina                     |                                                                                             |
| Victoria                                                                               | 39-2-1 | Carlos Flores Burlon             | KO   | 2           | 12/02/1982 | Pergamino, Buenos Aires Province, Argentina | South American Middleweight Title.                                                          |
| Victoria                                                                               | 38-2-1 | Juan Carlos Peralta              | PTS  | 10          | 22/01/1982 | Morteros, Argentina                         |                                                                                             |
| Empate                                                                                 | 37-2-1 | Jacinto Horacio Fernández        | PTS  | 10          | 10/10/1981 | Buenos Aires, Argentina                     |                                                                                             |
| Victoria                                                                               | 37-1-1 | Julio Cesar Arancibia            | KO   | 2           | 11/09/1981 | San Miguel de Tucumán, Argentina            |                                                                                             |
| Victoria                                                                               | 36-1-1 | Ricardo Molina Ortiz             | KO   | 5           | 24/07/1981 | San Miguel de Tucumán, Argentina            |                                                                                             |
| Victoria                                                                               | 35-1-1 | Jose Alberto Vega                | KO   | 1           | 10/07/1981 | San Francisco, Córdoba, Argentina           |                                                                                             |
| Victoria                                                                               | 34-1-1 | Obdulio Rogelio Zarza            | PTS  | 10          | 26/06/1981 | San Salvador de Jujuy, Argentina            |                                                                                             |
| Victoria                                                                               | 33-1-1 | José María Flores Burlón         | TKO  | 3           | 13/06/1981 | Buenos Aires, Argentina                     |                                                                                             |
| Victoria                                                                               | 32-1-1 | Jacinto Horacio Fernández        | PTS  | 12          | 13/03/1981 | San Francisco, Córdoba, Argentina           | FAB Argentina Middleweight Title.                                                           |
| Victoria                                                                               | 31-1-1 | Manuel Navarro                   | KO   | 6           | 13/02/1981 | Mar del Plata, Argentina                    |                                                                                             |
| Victoria                                                                               | 30-1-1 | Marcos Pérez                     | PTS  | 10          | 16/01/1981 | Villa Carlos Paz, Argentina                 |                                                                                             |
| Empate                                                                                 | 29-1-1 | Juan Carlos Peralta              | PTS  | 12          | 19/12/1980 | Córdoba, Argentina                          | Cordoba Middleweight Title.                                                                 |
| Victoria                                                                               | 29-0-1 | José Luis Duran                  | KO   | 6           | 05/12/1980 | San Francisco, Córdoba, Argentina           |                                                                                             |
| Victoria                                                                               | 28-0-1 | Enrique Coronel                  | KO   | 7           | 21/11/1980 | Salta, Argentina                            |                                                                                             |
| Victoria                                                                               | 27-0-1 | Ramón Pérez                      | PTS  | 12          | 07/11/1980 | Córdoba, Argentina                          |                                                                                             |
| Victoria                                                                               | 26-0-1 | Ricardo Molina Ortiz             | PTS  | 10          | 03/10/1980 | San Francisco, Córdoba, Argentina           |                                                                                             |
| Victoria                                                                               | 25-0-1 | Roberto Antonio Marziali         | KO   | 1           | 22/08/1980 | Las Varillas, Córdoba, Argentina            | Cordoba Middleweight Title.                                                                 |
| Victoria                                                                               | 24-0-1 | Obdulio Rogelio Zarza            | PTS  | 10          | 08/07/1980 | San Francisco, Córdoba, Argentina           |                                                                                             |
| Victoria                                                                               | 23-0-1 | Aldo Carmona                     | KO   | 3           | 27/06/1980 | Salta, Argentina                            |                                                                                             |
| Victoria                                                                               | 22-0-1 | Jorge Juan Salgado               | KO   | 7           | 06/06/1980 | San Francisco, Córdoba, Argentina           |                                                                                             |
| Victoria                                                                               | 21-0-1 | Ricardo Molina Ortiz             | PTS  | 10          | 16/05/1980 | San Francisco, Córdoba, Argentina           |                                                                                             |
| Victoria                                                                               | 20-0-1 | Ramón Pérez                      | KO   | 8           | 11/04/1980 | San Francisco, Córdoba, Argentina           |                                                                                             |
| Victoria                                                                               | 19-0-1 | Alfredo B Cruz                   | KO   | 7           | 15/03/1980 | Buenos Aires, Argentina                     |                                                                                             |
| Victoria                                                                               | 18-0-1 | Marcos Pérez                     | KO   | 6           | 22/02/1980 | Córdoba, Argentina                          |                                                                                             |
| Victoria                                                                               | 17-0-1 | Juan Carlos Bogado               | PTS  | 10          | 08/02/1980 | San Francisco, Córdoba, Argentina           |                                                                                             |
| Victoria                                                                               | 16-0-1 | Roberto Troilo Ortiz             | KO   | 2           | 18/01/1980 | San Francisco, Córdoba, Argentina           |                                                                                             |
| Victoria                                                                               | 15-0-1 | Alfredo B Cruz                   | RTD  | 8           | 22/12/1979 | Buenos Aires, Argentina                     |                                                                                             |
| Derrota                                                                                | 14-0-1 | Juan Carlos Bogado               | RTD  | 8           | 21/09/1979 | Córdoba, Argentina                          |                                                                                             |
| Victoria                                                                               | 14-0-0 | Natalio O Ibarra                 | TKO  | 4           | 07/09/1979 | Freyre, Córdoba, Argentina                  |                                                                                             |
| Victoria                                                                               | 13-0-0 | Alberto R Cardozo                | KO   | 3           | 24/08/1979 | Morteros, Argentina                         |                                                                                             |
| Victoria                                                                               | 12-0-0 | Ramón Pérez                      | PTS  | 12          | 10/08/1979 | San Francisco, Córdoba, Argentina           |                                                                                             |
| Victoria                                                                               | 11-0-0 | Alberto Juan Almiron             | RTD  | 5           | 20/07/1979 | Córdoba, Argentina                          |                                                                                             |
| Victoria                                                                               | 10-0-0 | Oscar "The Grouch" Pérez         | KO   | 2           | 29/06/1979 | Rafaela, Argentina                          |                                                                                             |
| Victoria                                                                               | 9-0-0  | Hugo D Estefano Obregon          | RTD  | 11          | 08/06/1979 | San Francisco, Córdoba, Argentina           | Cordoba Middleweight Title.                                                                 |
| Victoria                                                                               | 8-0-0  | Natalio O Ibarra                 | PTS  | 10          | 24/05/1979 | Brickman, Córdoba, Argentina                |                                                                                             |
| Victoria                                                                               | 7-0-0  | Hugo D Estefano Obregon          | PTS  | 10          | 11/05/1979 | Córdoba, Argentina                          |                                                                                             |
| Victoria                                                                               | 6-0-0  | Oscar Francisco López            | KO   | 4           | 20/04/1979 | Sunchales, Santa Fe, Argentina              |                                                                                             |
| Victoria                                                                               | 5-0-0  | Luis Carcacha                    | RTD  | 3           | 06/04/1979 | San Francisco, Córdoba, Argentina           |                                                                                             |
| Victoria                                                                               | 4-0-0  | Irineo Claudio Cabrera           | KO   | 1           | 23/03/1979 | Rafaela, Santa Fe, Argentina                |                                                                                             |
| Victoria                                                                               | 3-0-0  | Luis "Oh Boy" Alberto Gutiérrez  | KO   | 1           | 09/02/1979 | San Francisco, Córdoba, Argentina           |                                                                                             |
| Victoria                                                                               | 2-0    | Juan Carlos Hauscarriaga         | KO   | 1           | 26/01/1979 | Las Varillas, Córdoba, Argentina            |                                                                                             |
| Victoria                                                                               | 1-0    | Jorge Servin                     | KO   | 1           | 08/12/1978 | San Francisco, Córdoba, Argentina           |                                                                                             |

## Vida personal
Tras su retiro como boxeador, volvió a radicarse en su zona natal (entre la localidad de Freyre y la ciudad de San Francisco, en la provincia de Córdoba). Fuera de competencia, aumentó mucho de peso llegando a sufrir problemas de salud por obesidad. Se dedicó a la agricultura y su principal hobby era la caza. Fue empleado municipal de la Municipalidad de Frontera, Provincia de Santa Fe, cargo que conservara desde que fuera Secretario de Deportes en la intendencia de su amigo Juan Carlos Pastore.

## Fallecimiento
Falleció el 18 de noviembre de 2020 en el Hospital Iturraspe de San Francisco, producto de haber contraído COVID-19. Tenía sesenta y tres años.